# Huta Baringin Julu
Huta Baringin Julu is een bestuurslaag in het regentschap Mandailing Natal van de provincie Noord-Sumatra, Indonesië. Huta Baringin Julu telt 632 inwoners (volkstelling 2010).